# 64式轮式装甲车
64式轮式装甲车是中华人民共和国于1964年设计生产的第一款装甲运兵车，是中国自行研制的第一代轮式装甲输送车。主要用于北方地区的军事运输和边界巡逻任务，亦可改装成特种车辆，执行通讯指挥、侦察、和战地救护等任务。

## 服役历史

### 设计背景
中华人民共和国成立后解放军为了应对国内的军事任务和朝鲜战场的急需，在1949年-1960年的时间内从苏联进口了大批军用车辆。在进口军车的同时还对部分军车进行改装，将其改装成装甲汽车，用来执行西部公路的运输防护任务。在50年代末中苏关系恶化后，中国失去了进口军车的主要来源。1960年中国军方根据“以我为主，一切立足于国内”的精神，为适应战争运输的需要，提出了研制国产轮式装甲输送车的任务。

### 制造过程
研制轮式装甲车的任务由装甲兵科学技术研究所负责。于1960年12月开始研制。经过方案论证，确定为23人载员的总体布置方案。利用放牌CA-30汽车底盘成熟技术为基础设计制造，于1961年12月底在试制工厂加工装配出第一轮样车。于1962年上半年进行了2245千米的样车试验。其后又原型车在试验中暴露出的问题，进行了修改。最终于1962年7月试制出第二批原型车3台。3原型车分别在成都、北京和南京地区进行了25000千米的定型试验。随后，设计组又对第二批原型车暴露出来的问题进行改进。改进后的第三批原型车在进行了严格地定性试验后基本达到了设计要求。最终于1964年7月完成定型，命名为1964年式轮式装甲输送车。该车顶配备机枪1挺，两侧和车后各有2个步机枪射口，用于自卫，但多数载员并没有足够的射击孔可用，因此主要用步兵运输任务。

### 应用情况
1964年式轮式装甲输送车研制成功后，中国军方认为装甲兵部队只应装备履带式装甲输送车，轮式装甲车仅作为战时动员产品。因此该车仅在1967年进行小批量试生产，并未大规模装备部队。有一部分64式装甲被改装为通信车，由通信兵部队使用。

## 结局
64式轮式装甲车利用CA-30汽车为基础设计而成，采用大量成熟的技术，具有成本低，维修方便等优点。但装甲兵对其性能并不满意，虽然解放军并未大量装备，但通过对64式轮式装甲车研制为解放军轮式装甲车辆的开发研究积累了有益的经验。